# Epatopatia alcolica
Per  epatopatia alcolica  in campo medico, si intende qualunque patologia epatica causata da un consumo eccessivo di alcool; tali patologie sono molto pericolose e a volte mortali.

## Tipologia
Le malattie si dividono in tre gradi, divise nel decorso e a seconda della gravità:
- Steatosi epatica
- Epatite alcolica
- Cirrosi alcolica

### Epatite alcolica
L'epatite alcolica, soprattutto nella forma acuta può anche essere mortale.

## Epidemiologia
Colpisce prevalentemente le donne, anche se in realtà il rapporto fra i due sessi per quanto riguarda il consumo di alcool è di 11:4 a favore degli uomini. Si stima che oltre 15 milioni di persone dipendano dall'alcool. Solo una piccola percentuale (10-20%) degli alcolisti sviluppa la cirrosi alcolica. Si presuppone che le donne hanno meno difese per via del minore apporto di alcoldeidrogenasi, che riduce il possibile danno. Studi dimostrano che nella sola Inghilterra in dieci anni (dal 1996 al 2005) i casi clinici di epatopatia alcolica si sono triplicati.

### Negli USA
Negli USA è stato calcolato che l'epatopatia alcolica coinvolga più di 2 000 000 di persone e la mortalità per le varie patologie superi quella delle forme più comuni di tumori.

### In Italia
Per quanto riguarda l'Italia, studi hanno dimostrato che l'epatopatia alcolica è presente con maggiore frequenza nelle regioni settentrionali, e condiziona il 20% dei bevitori.

## Fattori di rischio
La malattia è strettamente correlata all'abuso di alcool, infatti fra i fattori di rischio si distinguono:
- Quantità alcool assunto;
- Durata dell'abuso dell'alcool.

La durata e la quantità sono strettamente correlate; se una persona è predisposta a tali malattie basta anche una quantità davvero misera di alcool assunta per anni per provocare danni anche gravi all'organismo. Ad esempio nella donna possono essere sufficienti soltanto 20 grammi, mentre l'uomo resiste bene fino ai 60 grammi. Altri studi condotti da italiani riferiscono di un dosaggio leggermente diverso, di 30 g di etanolo al giorno per procurarsi seri danni.

## Patogenesi

### Metabolismo dell'alcool
Normalmente l'alcool viene assorbito nello stomaco e dell'intestino tenue. Benché vi siano diverse ipotesi, il procedimento con cui l'alcool provochi un danno alle cellule ancora non è chiaro, ma vi sono alcune teorie in proposito come quella dell'etanolo che induce uno stato di "stress ossidativo" nell'organismo.

L'eccesso di idrogenioni (sotto forma di NADH) prodotti dal sovraccarico del metabolismo epatico attuato dall'alcol deidrogenasi e dall'aldeide deidrogenasi induce un incremento della sintesi di piruvato e acidi grassi.
Questi ultimi, previamente trasformati in trigliceridi, si accumulano nel fegato provocando steatosi epatica che può complicarsi in cirrosi epatica, sebbene questo non sia l'unico meccanismo.

### Cause genetiche
I bevitori sembrano avere una stretta correlazione genetica alla predisposizione alle malattie alcoliche, vi è un'alterazione, un "polimorfismo genetico" degli enzimi addetti alla trasformazione e assorbimento dell'alcool nell'organismo.

## Sintomatologia
Normalmente i sintomi compaiono dopo la quarta decade di età, peggiorando negli anni dopo e variano a seconda della tipologia, fra la varie forme la steatosi la più lieve solitamente risulta asintomatica. Vi possono essere presenti: 
- Contrattura di Dupuytren, una deformazione della mano dove le dita sono soggette a flessioni progressive e permanenti.
- Neuropatia periferica, una patologia che si sviluppa a carico del sistema nervoso periferico
- Psicosi di Korsakoff

Mentre negli uomini risultano anche segni evidenti di anomalie ai genitali, fra cui:
- Ipogonadismo
- Ginecomastia
- Atrofia testicolare

Inoltre le varie malattie alcoliche sono correlate anche ad un eccessivo accumulo di ferro nel corpo.

## Esami
Ai fini diagnostici non serve effettuare alcun esame. Esami come ecografia o tomografia computerizzata dell'addome possono essere effettuati per altri motivi in tal caso si osserverà splenomegalia, ma anche ascite o ipertensione portale.

## Terapia
Il trattamento più immediato e importante è considerato da anni una combinazione fra l'astinenza da assunzione di alcool e una dieta equilibrata da seguire.

### Trattamento psicologico
Apporto di psicologi e mezzi di supporto come partecipare agli incontri degli alcolisti anonimi possono gioviare alle persone malate.

### Trattamento farmacologico
Per quanto riguarda la somministrazione di farmaci in letteratura è discusso l'utilità dei corticosteroidi, e degli antiossidanti, dove necessitano di ulteriori studi

### Trapianto del fegato
Nel soggetto alcolista, il trapianto di fegato non rappresenta un protocollo terapeutico sufficiente efficace, in quanto il rischio di ripresa dell'abitudine è elevato (calcolato intorno al 50%). Per questo, gli alcolisti con insufficienza epatica non possono essere considerati candidati accettabili per il trapianto di fegato. Altri protocolli, prevedono il trapianto di fegato nei soggetti in cui sia documentabile un'astinenza di almeno 6 mesi prima dell'intervento.

## Mortalità
La mortalità è altissima. Per alcune forme di cirrosi ed epatite la sopravvivenza si riduce a 4 anni in più del 60% dei casi, una prognosi più infausta del tumore alla prostata e alla mammella.